# Ojo de Agua (sydöstra Las Margaritas kommun)
Ojo de Agua är en ort i Mexiko.   Den ligger i kommunen Las Margaritas och delstaten Chiapas, i den sydöstra delen av landet, 900 km öster om huvudstaden Mexico City. Ojo de Agua ligger 730 meter över havet och antalet invånare är 379.
Terrängen runt Ojo de Agua är kuperad. Runt Ojo de Agua är det ganska tätbefolkat, med 60 invånare per kvadratkilometer. Närmaste större samhälle är Santo Domingo de las Palmas, 17,9 km öster om Ojo de Agua. I omgivningarna runt Ojo de Agua växer i huvudsak städsegrön lövskog.